# Mahder Assefa
Mahder Assefa (amhàric: ማህደር አሰፋ) (Addis Abeba, 5 d'octubre de 1987) és una actriu etíop.

## Filmografia seleccionada
- Cap (2012)
- Triangle (2013)